# Alborés
Alborés o San Mamed de Alborés (llamada oficialmente San Mamede de Alborés) es una parroquia del municipio de Mazaricos, en la provincia de La Coruña, Galicia, España.

## Entidades de población
Entidades de población que forman parte de la parroquia:
- Agrís
- Alborés de Abajo (Alborés de Abaixo)
- Alborés de Arriba
- Espigas (As Espigas)
- Montesubelo
- Ribadeza
- Vilaferreiros

## Demografía
| Gráfica de evolución demográfica de Alborés entre 2000 y 2018 |
|                                                               |
| Población de derecho según el padrón municipal del INE        |